# Az esztergomi Belvárosi temető nevezetes halottainak listája
Ezen a lapon az esztergomi Belvárosi temető nevezetes halottainak listája található, családi név szerinti betűrendben, születési és halálozási évvel, a sírhely pontos megjelölésével.

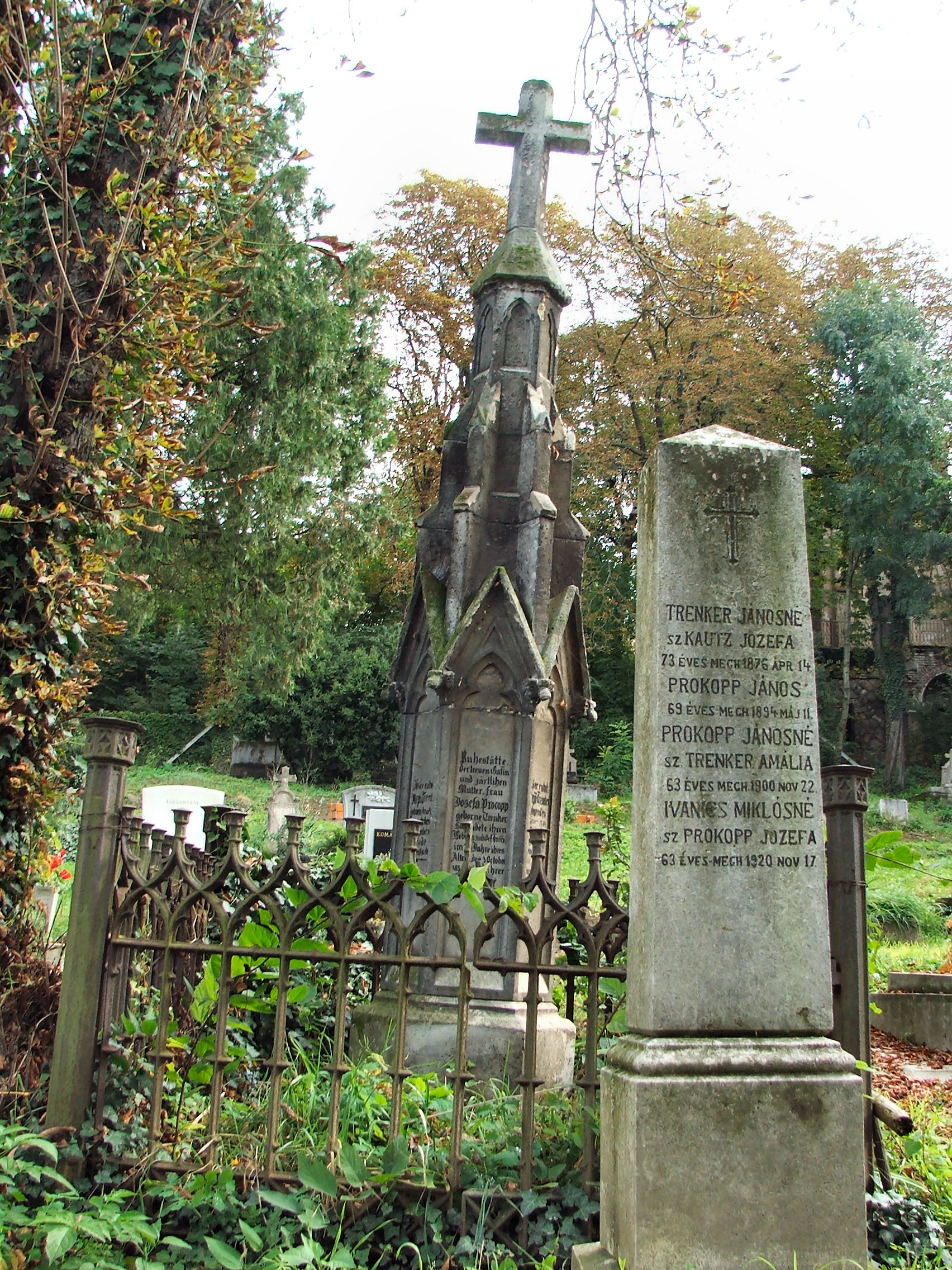
Prokopp János építész sírja

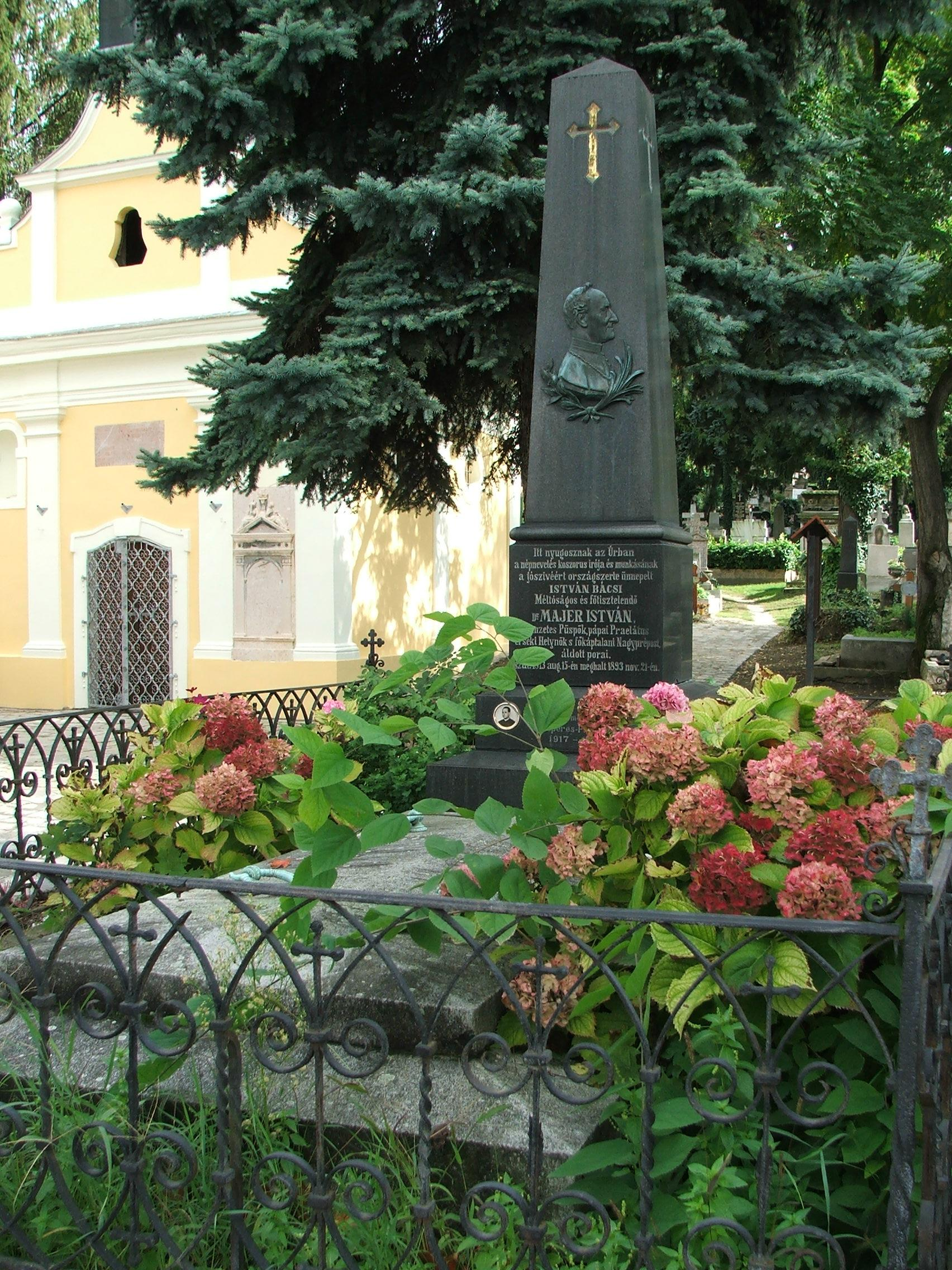
Majer István, pedagógus sírja

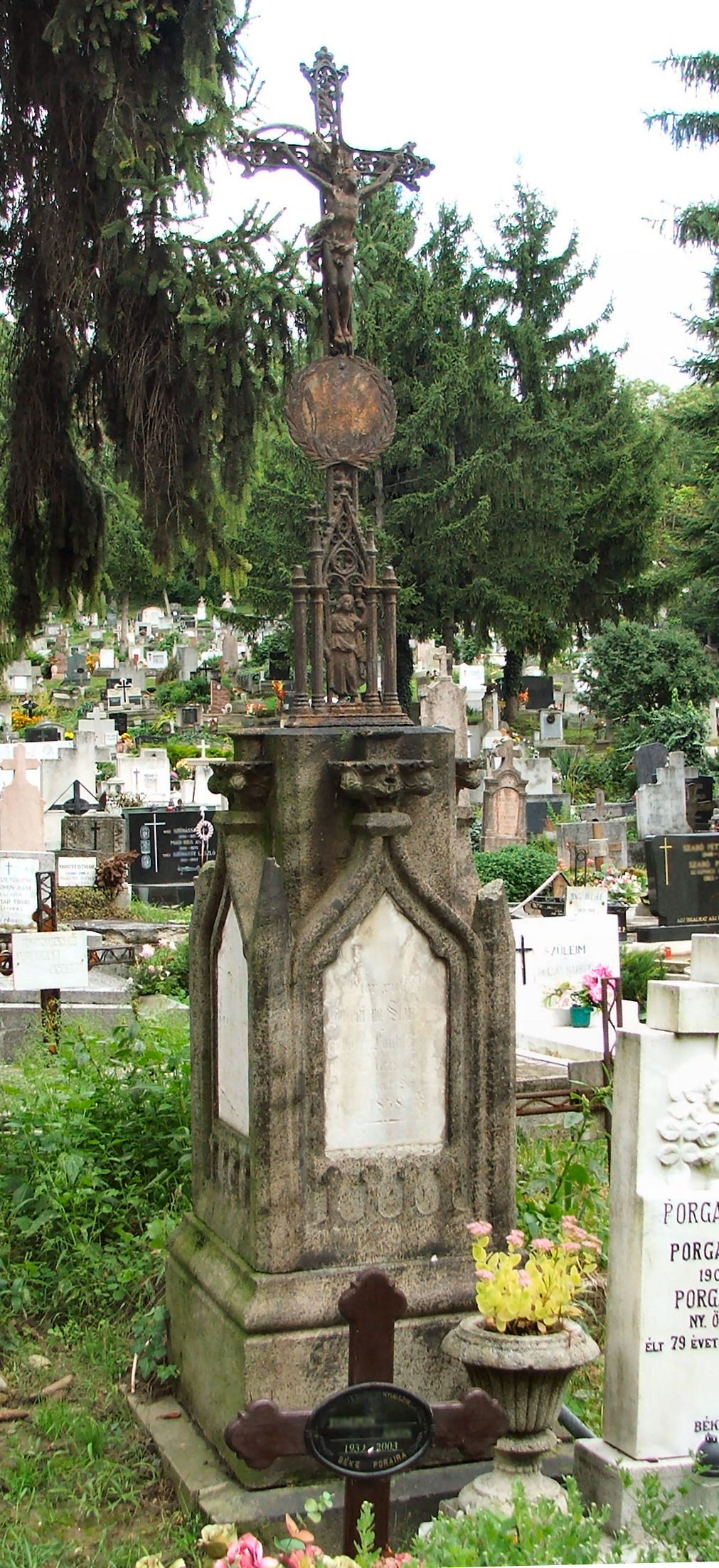
Beszédes Sándor, 19. századi fényképész sírja

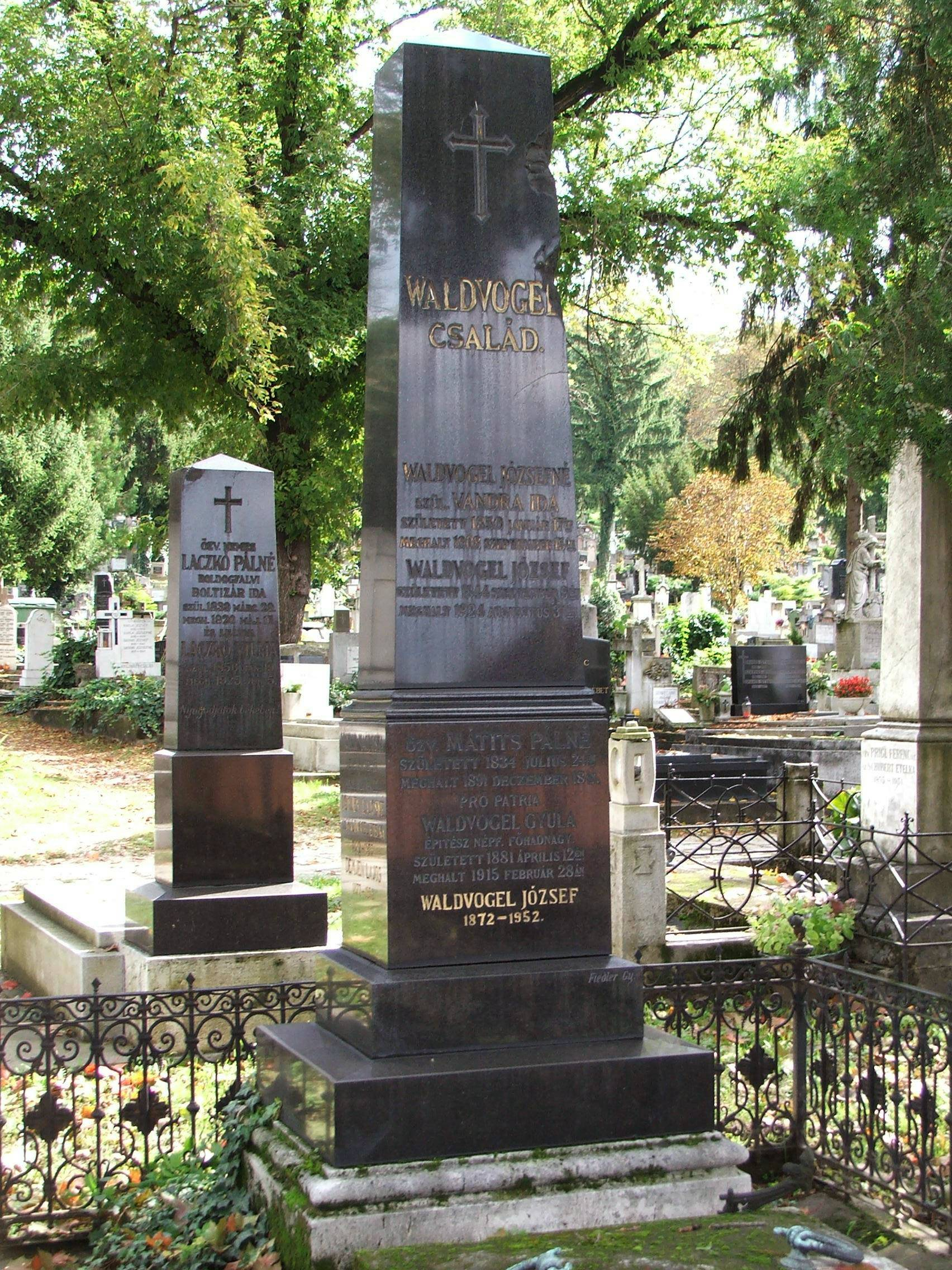
A Waldvogel család sírja

- Argauer Máté (1787–1840) X. p. 56. sor 5. s.sz.
- Bajor Ágost (1892–1958) II/A p. 1. sor 108. s.sz.
- Becker János (1829–1884) IV. p. 24. sor 17. s.sz.
- Bellovics Ferenc (1835–1902) II/A. p. 1. sor 116. s.sz.
- Berényi Zsigmond (1882–1945) X. p. 3. sor 3066. s.sz.
- Beszédes Sándor (1830–1889) V. p. 14. sor 7. s.sz.
- Bisiczky (Bischiczky) János (1775–1824) IV. p. 12. sor 7. s.sz.
- Bleszl Albert, id. (1777–1860) III/C. p. 4. sor 309. s.sz.
- Brilly Gyula (1866–1931) III/C. p. 16. sor 406. s.sz.
- Burián Pál (1817–1897) III/C. p. 2. sor 297. s.sz.
- Buzárovits Gusztáv (1846–1882) II/A. p. 1. sor 109. s.sz.
- Dóczy Antal (1840–1912) II/B. p. 6. sor 226. s.sz.
- Einczinger Ferenc (1879–1950) V. p. 7. sor 1041. s.sz.
- Etter János III/C. p. 19. sor 435. s.sz.
- Etter Lőrinc III/C. p. 19. sor 436. s.sz.
- Falk János (1767–1837) II/B. p. 13. sor 1. s.sz.
- Fata János I/B. p. 4. sor 71/a. s.sz.
- Feichtinger Sándor (1817–1907) II/B. p. 1. sor 140 s.sz.
- Feigler Ferenc (1764–1831) IV. p. 5. sor 4. s.sz.
- Fiedler József (1803–1876) I. p. 1. sor 21. s.sz.
- Földváry István (1855–1910) I/B. p. 4. sor 73. s.sz.
- Frey Vilmos (1809–1890) I/B. p. 1. sor 24. s.sz.
- Glatz Gyula (1880–1940) III/C. p. 3. sor 306. s.sz.
- Gönczy Béla (1868–1933) III/C. p. 1. sor 295. s.sz.
- Graffel Ádám (1793–1863) VII. p. 16. sor 13 s.sz.
- Haubentaller András (1753–1836) I/B. p. 1. sor 8. s.sz.
- Heischmann Flórián (1829–1875) III/C. p. 21. sor 5. s.sz.
- Héya Imre (1779–1861) VII. p. 13. sor 1. s.sz.
- Hulényi Ferenc (1816–1886) V. p. 9. sor 5. s.sz.
- Hulényi Győző (1863–1920) V. p. 10. sor 1092. s.sz.
- Hulényi Péter (1823–1909) III/C. p. 22. sor 6. s.sz.
- Hübschl Antal (1827–1892) III/A. p. 3. sor 250. s.sz.
- Kamenszky István (1797–1858) I. p. 1. sor 15. s.sz.
- Kecskeméthy János (1852–1928) IV. p. 7. sor 765. s.sz.
- Keményffy Dániel (1866–1935) II/B. p. 5. sor 203. s.sz.
- Kiss Mihály (1791–1872) VIII. p. 3/b sor 23. s.sz
- Kitzenberger (Kitzperger) Sebestyén (1716–1764) IV. p. 8. sor 24. s.sz.
- Kollár Antal (1811–1894) II/B. p. 1. sor 142. s.sz.
- Korstein Lajos (1826–1902) III/C. p. 27. sor 515. s.sz.
- Kriszt János (1757–1820) IV. p. 2. sor 5. s.sz.
- Kruplanicz Kálmán (1830–1900) III/C. p. 1. sor 291-292. s.sz.
- Laiszky János (1855–1916) V. p. 11. sor 340. s.sz.
- Leel-Őssy Lóránt (1927–2008) IX. p. 14. sor
- Magos Sándor (1851–1917) II/A. p. 1. sor 110. s.sz.
- Magurányi József (1851–1928) I. p. 1. sor 14. s.sz.
- Magyary László (1865–1919) VII. p. 12. sor 2145. s.sz.
- Majer István (1813–1893) I/B. p. 1. sor 22. s.sz.
- Malina Lajos (1851–1906) I. p. 1. sor 17. s.sz.
- Mattyasovszky Sándor (1813–1898) II/A. p. 1. sor 105-106. s.sz.
- Meszéna Ferenc (1816–1907) III/C. p. 7. sor 330 s.sz.
- Meszéna János (1809–1902) III/C. p. 7. sor 330 s.sz.
- Munkácsy Kálmán (1866–1901) I/B. p. 4. sor 78-81. s.sz.
- Neményi Károly (1868–1939) V. p. 1. sor 924. s.sz.
- Niedermann Ferenc (1801–1882) V. p. 10. sor 1108. s.sz.
- Niedermann János (1783–1870) V. p. 10. sor 1108. s.sz.
- Nitter Ferenc (1800–1885) I. p. 1. sor 10. s.sz.
- Obermayer György (1833–1908) I/B. p. 1. sor 39. s.sz.
- Palkovics Károly, id. (1767–1865) III/C. p. 21. sor 453. s.sz.
- Papp Imre (1827–1894) X. p. 14. sor 8. s.sz.
- Papp János (1820–1894) III/C. p. 15. sor 2. s.sz.
- Perényi Kálmán (1869–1935) I/B. p. 1. sor 8. s.sz.
- Pethes Géza (1857–1892) VIII. p. 7. sor 20. s.sz.
- Pinke István (1771–1848) VIII. p. 3/b sor 23. s.sz.
- Pissuth István (1827–1901) II/A. p. 1. sor 104. s.sz.
- Prokopp Gyula (ügyvéd), (1860–1925) I. p. 1. sor 10. s.sz.
- Prokopp Gyula (levéltáros) (1903–1983) I. p. 1. sor 10. s.sz.
- Prokopp János (1825–1894) IX. p. 10. sor 2804. s.sz.
- Rochlitz Artúr (1872–1919) III/C. p. 23. sor 472. s.sz.
- Rudolf István (1866–1928) I/B. p. 1. sor 34. s.sz.
- Rudolf Mihály (1799–1862) V. p. 19. sor 19-21. s.sz.
- Sarlay Ede (1829–1892) I/B. p. 1. sor 30. s.sz.
- Schleifer Mátyás, id. (1827–1887) II/A. p. 1. sor 107. s.sz.
- Schleifer Mátyás, ifj. (1875–1957) II/A. p. 1. sor 107. s.sz.
- Schwarcz József (1818–1893) I. p. 1. sor 5. s.sz.
- Sinka Ferenc (1844–1914) VI. p. 1. sor 8. s.sz.
- Sinka Ferenc Pál (1867–1942) VI. p. 3/b. sor 1441 s.sz.
- Somogyi Flóris (1816–1878) VIII. p. 17. sor 18. s.sz.
- Staudhammer János (1799–1849) IV. p. 8. sor 17. s.sz.
- Szabó Alajos (1821–1888) VI. p. 1. sor 6. s.sz.
- Szegesdy Pál (1829–1889) IV. p. 2. sor 654. s.sz.
- Szilva Ignác (1813–1893) V. p. 1. sor 20. s.sz.
- Takács Géza (1837–1891) IV. p. 8. sor 781. s.sz.
- Tamás József (1868–1931) I. p. 1. sor 20. s.sz.
- Tóth András (1795–1879) IX. p. 10. sor 3. s.sz.
- Tóth Imre (1786–1865) I/B. p. 1. sor 23. s.sz.
- Tóth József (1829–1884) IX. p. 10. sor 1. s.sz.
- Vándor Ödön (1867–1933) III/C. p. 7. sor 328. s.sz.
- Viola Imre (1776–1850) III/C. p. 17. sor 409. s.sz.
- Waldvogel Gyula (1881–1915) I/B. p. 1. sor 26. s.sz
- Wargah Benedek (1807–1896) II. p. 6. sor 38. s.sz.
- Zsiga Zsigmond (1851–1938) II/A. p. 1. sor 117. s.sz.

## A Nemzeti Sírkert részévé nyilvánítva
- Dévényi Iván pedagógus, művészettörténész IX. p. 21. sor 16/17 s. sz.
- baranyanádasdi Feichtinger Sándor, orvos, botanikus II/B. p. 1. sor 27/28 s. sz.
- Lampich Árpád gépészmérnök, repülőgép-tervező IX. p. 1. sor 18. s. sz.
- rumi és rábadoroszlói Rumy Lajos, ezredparancsnok, III/C p. 14. sor. 11-12 s. sz.